# Keith Alexander (Fußballspieler)
Keith Alexander (* 14. November 1956 in Nottingham; † 3. März 2010 in Lincoln) war ein englischer Fußballspieler und Fußballtrainer.

## Karriere als Spieler
Keith Alexander spielte in seiner Karriere meist in den niedrigeren Ligen Englands. Seine Karriere war durch viele Vereinswechsel geprägt. Die erfolgreichste Zeit als Spieler hatte er bei Grimsby Town und Stockport County. Während dieser Zeit bestritt Alexander drei Spiele für die Nationalmannschaft von St. Lucia. Seine aktive Karriere endete nach der Saison 1992/93 bei Lincoln City. Nach nur wenigen Monaten als Trainer von Lincoln City spielte er einige wenige Spiele für Mansfield Town und Cliftonville FC.

### Erfolge
Mit AFC Stamford gewann Alexander 1980 den FA Vase, wobei er ein Tor zum 2:0-Sieg in Wembley beitrug. Sein fußballerischer Höhepunkt waren zudem die drei Spiele für die Nationalmannschaft von St. Lucia.

## Trainerlaufbahn

### Lincoln City
Die erste Station als Teammanager von Alexander war Lincoln City, wo er 1993 seine Karriere beendete und anschließend als Trainer übernommen wurde. Durch diesen Posten wurde er der erste schwarze professionelle Fußballtrainer in England. Seine Amtszeit betrug nicht einmal ein Jahr, denn schon nach kurzer Zeit wurde er vom damaligen Präsidenten John Reames abgelöst.

### Trainer bei kleineren Vereinen
Ab 1995 war Alexander Trainer bei Ilkeston Town, wo er schon als Aktiver gespielt hatte. Nach fünf Jahren bei Ilkeston Town wurde er im Jahr 2000 für eine Saison Trainer von Northwich Victoria.

### Rückkehr zu Lincoln City
Auf Bitte seines früheren Managers in Grimsby, Alan Buckley, kehrte Alexander zu Lincoln City zurück. Alexander nahm bei Lincoln City vorläufig zwei Positionen ein, die des Sportdirektors und die des Assistenztrainers. Diese Arbeit wurde jedoch jäh durch den Abstieg in die dritte Spielklasse unterbrochen. Zu all dem kamen noch große Finanzschwierigkeiten auf Lincoln City zu. Alexander war einer der wenigen, die ihren Posten nicht räumen mussten, und so kam es, dass Alexander erneut Cheftrainer von Lincoln City wurde. Alexander fing sofort mit der Umgestaltung des dezimierten Kaders an. Denn aufgrund des Abstiegs und weil Lincoln City die teuren Verträge nicht bezahlen konnte, waren bekannte Spieler wie Ian Hamilton, Kingsley Black und Justin Walker zu anderen Vereinen übergelaufen. Die Veteranen David Cameron, Steve Holmes und Vereinsrekordspieler Grant Brown wurde reaktiviert. Des Weiteren gelang Alexander die Verpflichtung der Jungstars Alan Marriott und Peter Gain von Tottenham Hotspur.
Ergänzt wurde der Kader mit irischen Nationalspielern der U-21, wie Paul Morgan, Ben Sedgemore, Mark Bailey und Stuart Bimson. Alexander vervollständigte den Kader mit den Rückraumspielern Ben Futcher und Simon Weaver sowie dem Mittelfeldspieler Richard Butcher und den beiden Stürmern Simon Yeo und Dene Cropper. Die Saison verlief für Lincoln City positiv, man schaffte es, bis zum Schluss die Chance auf den Aufstieg in die Second Division zu wahren. Jedoch wurde man im Play-off-Finale gegen Bournemouth im Millennium Stadium in Cardiff mit 5:2 besiegt. Das Ergebnis stellt bis heute einen Rekord da, denn noch nie fielen so viele Tore in einen Playoff Finale. Die Saison 2003/04 begann durchschnittlich für Macclesfield. Als Alexander im November 2003 an einem Gehirnaneurysma erkrankte, übernahm sein Assistent Gary Simpson die Leitung der Mannschaft.
Bemerkt wurde die Erkrankung auf einer Scouting Reise, als Alexander sich schlecht fühlte und sich hinlegte. Seine Frau rief später den Notarzt und Alexander wurde in das Royal Hallamshire Hospital gebracht, wo er sich einer Notoperation, die ihm das Leben rettete, unterziehen musste. Im Februar 2004 konnte er die Arbeit wieder aufnehmen. Aufgrund der Abgänge von Stewart Bimson zu Cambridge United und dem Verkauf von Paul Mayo an den FC Watford folgten die Verpflichtungen von Jamie McCombe, Marcus Richardson, Gary Taylor-Fletcher, Francis Green und Kevin Ellison. Trotz ihres schlechten Saisonstarts erreichte Lincoln City die Play-offs, dort scheiterte die Mannschaft im Halbfinale an Huddersfield Town. In der folgenden Saison wurden noch Gareth McAuley und Ciaran Toner verpflichtet.
Toner und Marcus Richardson wurden jedoch später vom Training ausgeschlossen, nachdem sie für Aufruhr gesorgt hatten. Schließlich wurde ihnen erlaubt, den Verein zu verlassen.
Am Ende erreichte Lincoln City erneut das Finale der Play-offs, dieses Mal stand man im Millennium Stadium in Cardiff Southend United gegenüber. In der regulären Spielzeit gelang beiden Mannschaften kein Tor, so dass man in die Verlängerung musste, hier hatte jedoch Southend das glückliche Ende. Im Mai 2005 verlängerte Alexander seinen Vertrag um weitere drei Jahre. Während der Saison 2005/06 verließen Simon Yeo, Richard Butcher und Peter Gain den Verein. Kapitän Paul Morgan dagegen verlängerte seinen Vertrag vorzeitig um drei Jahre, was ihm zum bestbezahlten Spieler aller Zeiten des Vereins machte. Am Ende dieser Saison wurden zwar erneut die Play-offs erreicht, jedoch scheiterte man am Rivalen Grimsby Town. Mit dieser Teilnahme stellte Alexander einen zuvor nie erreichten Rekord auf: Der einzige Trainer, der seine Mannschaft fünfmal in Folge in die Play-offs führte und dort besiegt wurde. Kurz nach der Niederlage zog Lincoln City die Konsequenzen und entließ Alexander.

### Peterborough United
Am 30. Mai 2006 wurde Alexander als neuer Teammanager von Peterborough United vorgestellt, wo er Steve Blasdale, der Ende April den Posten zur Verfügung stellte, nachfolgen sollte. Alexander unterzeichnete einen Vierjahresvertrag, der jedoch nach nicht einmal einem Jahr, am 14. Januar 2007, nach sechs Niederlagen in Folge aufgelöst wurde. Peterborough United stand auf dem achten Tabellenplatz.

### Sportdirektor bei Bury
Am 9. Mai 2007 wurde Alexander als neuer Sportdirektor des FC Bury vorgestellt. Jedoch trennte sich der Verein bereits am 14. Januar 2008 von Alexander, der durch Chris Casper ersetzt wurde.

### Macclesfield Town
Am 27. Februar 2008 unterzeichnete Alexander bei Macclesfield Town einen Vertrag bis zum Saisonende. Er beerbte Ian Brightwell, der den Klub nur einen Punkt vor den Relegationsplätzen für die zweite Liga platziert hatte. In neun Spielen erreichte Macclesfield Town unter Alexander vier Siege und drei Unentschieden und brachte so den Klub von den Relegationsplätzen weg. Im April 2008 wurde der Vertrag mit Alexander für zwei Jahre verlängert.

## Trainerstatistik
| Team                | Nat     | von              | bis             | Statistik | Statistik | Statistik | Statistik | Statistik |
| Team                | Nat     | von              | bis             | G         | W         | L         | D         | Win %     |
| ------------------- | ------- | ---------------- | --------------- | --------- | --------- | --------- | --------- | --------- |
| Lincoln City        | England | 1. August 1993   | 16. Mai 1994    | 48        | 13        | 22        | 13        | 27.08     |
| Lincoln City        | England | 5. Mai 2002      | 24. Mai 2006    | 213       | 81        | 63        | 69        | 38.02     |
| Peterborough United | England | 30. Mai 2006     | 15. Januar 2007 | 34        | 14        | 13        | 7         | 41.17     |
| Macclesfield Town   | England | 27. Februar 2008 | 3. März 2010    | 99        | 27        | 46        | 26        | 27.27     |